# Ichthyophis sikkimensis
Ichthyophis sikkimensis é uma espécie de anfíbio gimnofiono da família Ichthyophiidae. Está presente na Índia e no Nepal. Ocorre provavelmente em floresta tropical semi-perene, jardins rurais e outros habitats secundários. É subterrânea e presume-se que a reprodução seja ovípara.